# Communauté de communes du Vimeu
Die Communauté de communes du Vimeu ist ein französischer Gemeindeverband mit der Rechtsform einer Communauté de communes im Département Somme in der Region Hauts-de-France. Sie wurde am 1. Januar 2017 gegründet und umfasst 25 Gemeinden. Der Verwaltungssitz befindet sich im Ort Friville-Escarbotin.

## Historische Entwicklung
Der Gemeindeverband entstand mit Wirkung vom 1. Januar 2017 aus der Fusion der Vorgängerorganisationen
- Communauté de communes du Vimeu Vert und
- Communauté de communes du Vimeu Industriel.[3]

Mit Wirkung vom 1. Januar 2018 verließ die Gemeinde Saint-Maxent den hiesigen Verband und wechselte zur Communauté de communes interrégionale Aumale Blangy-sur-Bresle.

## Mitgliedsgemeinden
| Gemeinde                        | Einwohner 1. Januar 2022 | Fläche km² | Dichte Einw./km² | Code INSEE | Postleitzahl |
| ------------------------------- | ------------------------ | ---------- | ---------------- | ---------- | ------------ |
| Acheux-en-Vimeu                 | 498                      | 12,33      | 40               | 80004      | 80210        |
| Aigneville                      | 904                      | 10,76      | 84               | 80008      | 80210        |
| Béhen                           | 508                      | 9,83       | 52               | 80076      | 80870        |
| Béthencourt-sur-Mer             | 897                      | 2,95       | 304              | 80096      | 80130        |
| Bourseville                     | 715                      | 8,07       | 89               | 80124      | 80130        |
| Cahon                           | 221                      | 7,04       | 31               | 80161      | 80132        |
| Chépy                           | 1.212                    | 7,35       | 165              | 80190      | 80210        |
| Ercourt                         | 126                      | 4,20       | 30               | 80280      | 80210        |
| Feuquières-en-Vimeu             | 2.432                    | 7,99       | 304              | 80308      | 80210        |
| Fressenneville                  | 2.086                    | 8,66       | 241              | 80360      | 80390        |
| Friville-Escarbotin             | 4.394                    | 8,86       | 496              | 80368      | 80130        |
| Grébault-Mesnil                 | 205                      | 2,58       | 79               | 80388      | 80140        |
| Huchenneville                   | 681                      | 11,54      | 59               | 80444      | 80132        |
| Méneslies                       | 303                      | 4,04       | 75               | 80527      | 80520        |
| Miannay                         | 602                      | 8,81       | 68               | 80546      | 80132        |
| Moyenneville                    | 701                      | 14,12      | 50               | 80578      | 80870        |
| Nibas                           | 828                      | 12,65      | 65               | 80597      | 80390        |
| Ochancourt                      | 320                      | 3,95       | 81               | 80603      | 80210        |
| Quesnoy-le-Montant              | 525                      | 7,04       | 75               | 80654      | 80132        |
| Tœufles                         | 304                      | 8,88       | 34               | 80764      | 80870        |
| Tours-en-Vimeu                  | 805                      | 13,39      | 60               | 80765      | 80210        |
| Tully                           | 544                      | 1,88       | 289              | 80770      | 80130        |
| Valines                         | 638                      | 5,25       | 122              | 80775      | 80210        |
| Woincourt                       | 1.276                    | 4,18       | 305              | 80827      | 80520        |
| Yzengremer                      | 509                      | 3,40       | 150              | 80834      | 80520        |
| Communauté de communes du Vimeu | 22.234                   | 189,75     | 117              | –          | –            |